# Helmut Zborowski
Helmut Graf von Zborowski (Hamilton - Boêmia, 21 de agosto de 1905 — Brunoy - França, 16 de novembro de 1969), foi um projetista aeronáutico austríaco para modelos VTOL. No ramo de engenharia aeroespacial, ele esteve envolvido no desenvolvimento do Fieseler Fi 103 e do A4 com Wernher von Braun.